# カスト (イタリア)
カスト（伊: Casto）は、イタリア共和国ロンバルディア州ブレシア県にある、人口約1,600人の基礎自治体（コムーネ）。戦国時代の日本を訪れたイエズス会宣教師・オルガンティノの故郷である。

## 名称
標準イタリア語以外では以下の名称を持つ。
- ロンバルド語ブレシア方言 (it) : Cast [5]

谷の名を付し、カスト・ディ・バルサッビア（Casto di Valsabbia）とも記される。

## 地理

### 位置・広がり
ブレシア県中部のコムーネで、ヴァッレ・サッビアの上流地域に位置する。県都ブレシアから北北東へ約18km、州都ミラノから東北東へ約90km、トレントから西南へ75kmの距離にある。

#### 隣接コムーネ
隣接コムーネは以下の通り。
- ペルティカ・アルタ - 北
- ムーラ - 北東
- ヴェストーネ - 東
- ビオーネ - 南
- ルメッツァーネ - 南西
- マルケーノ - 西
- ロドリーノ - 北西

### 地震分類
イタリアの地震リスク階級 (it) では、3 に分類される
。

## 歴史
古代より製鉄を営んだ村であり、中世のカストは鍛冶で広く知られた。1385年にはヴェネツィア共和国の領域に入った。

## 行政

### 分離集落
カストには、以下の分離集落（フラツィオーネ）がある。
- Alone, Auro, Briale, Comero, Famea, Malpaga

### 山岳部共同体
広域行政組織である山岳部共同体「ヴァッレ・サッビア山岳部共同体」 (it:Comunità montana della Valle Sabbia) （事務所所在地: ヴェストーネ）を構成するコムーネの一つである。

## 社会

### 産業・経済
伝統的な金属加工の技術は現在も息づいており、カストはヴァッレ・サッビアの工業の中心である。

## 人物

### 著名な出身者
- ニェッキ・ソルディ・オルガンティノ - 16世紀の宣教師